# Peter Schnittger
Peter Schnittger, né le 22 mai 1941 à Hann. Münden, en Basse-Saxe, est un ancien entraîneur allemand de football. 

## Carrière
Il possède la particularité de n'avoir entraîné que des sélections nationales :
- 1968–1970 :  Côte d'Ivoire
- 1970–1973 :  Cameroun
- 1974–1976 :  Éthiopie
- 1976–1978 :  Thaïlande
- 1978–1985 :  Madagascar
- 1990–1994 :  Bénin
- 1995–2000 :  Sénégal